# Ochrona przyrody w Rosji
Ochrona przyrody w Rosji – zgodnie z ustawą z dnia 14 marca 1995 roku w Federacji Rosyjskiej obowiązują następujące kategorie obszarów chronionych:

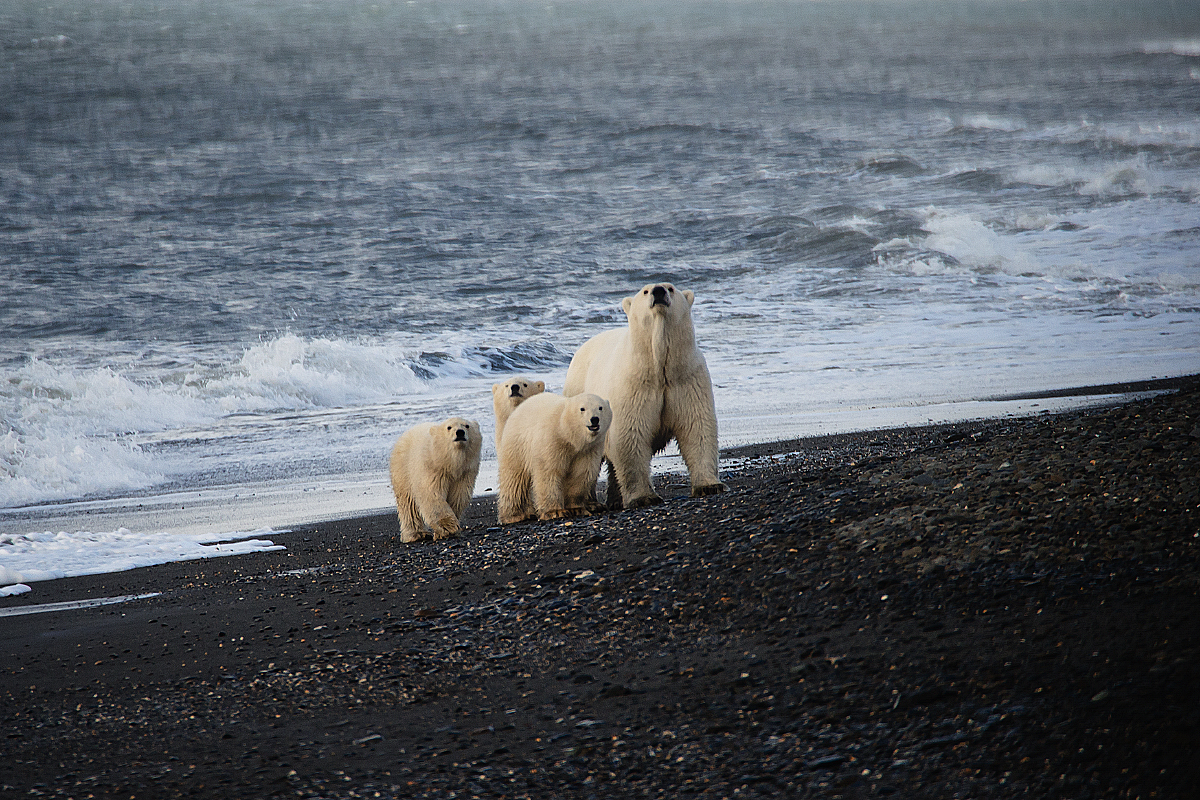
Zapowiednik – Rezerwat „Wyspa Wrangla”

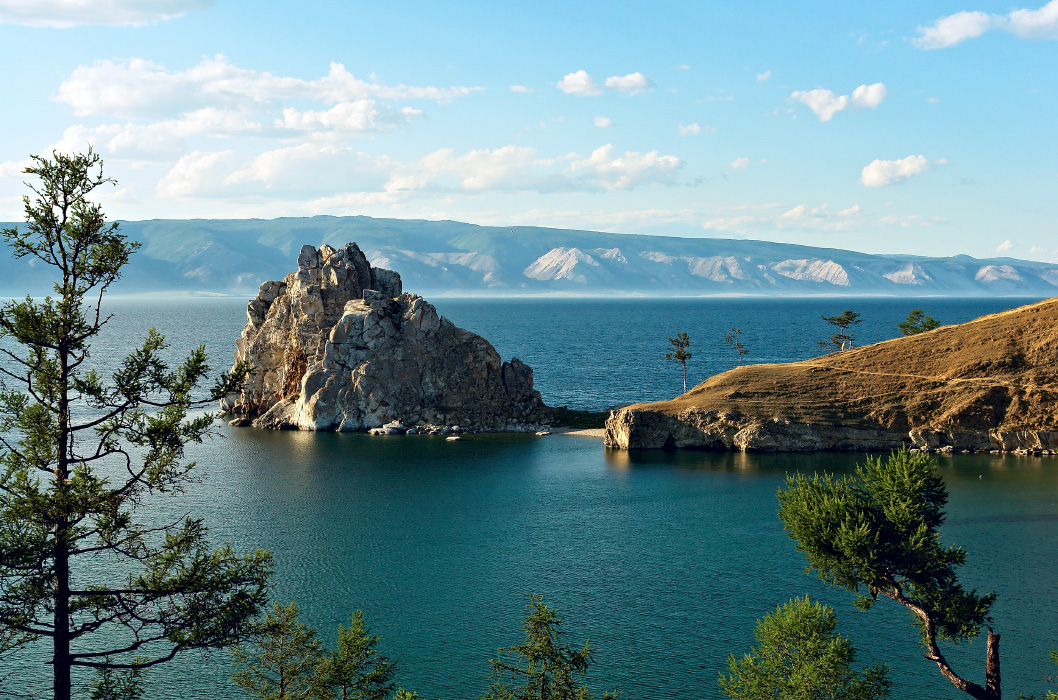
Nadbajkalski Park Narodowy

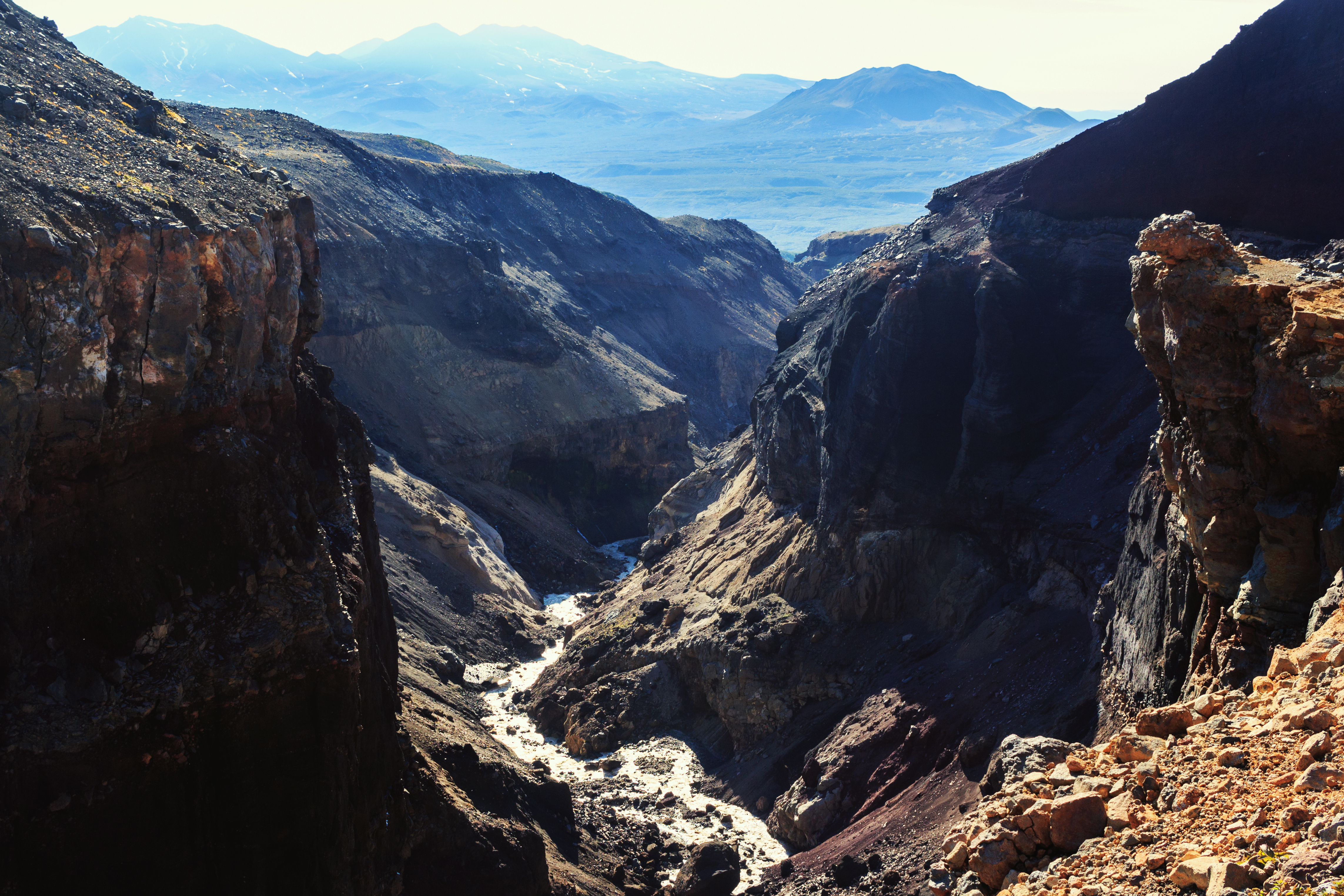
Zakaznik – Rezerwat przyrody „Jużno-Kamczatskij”

- zapowiednik (ros. заповедник) – ścisły rezerwat przyrody w tym rezerwat biosfery (kategoria Międzynarodowej Unii Ochrony Przyrody (IUCN) – Ia). Najwyższy stopień ochrony przyrody. Zabroniona jest jakakolwiek działalność człowieka. Obowiązuje zakaz wstępu osób postronnych. Nie licząc zapowiedników na zaanektowanym przez Rosję Półwyspie Krymskim obecnie w Rosji istnieją 104 takie rezerwaty (stan na listopad 2021 roku). Wszystkie są federalne i większość z nich podlega Ministerstwu Zasobów Naturalnych i Ekologii Federacji Rosyjskiej. Największym (trzecim co do wielkości na świecie) jest Wielki Rezerwat Arktyczny o powierzchni 41 692 km². 39 z nich jest rezerwatami biosfery UNESCO, a 19 jest wpisanych na listę światowego dziedzictwa UNESCO[2] (w tym 6 na wstępną). W Polsce nie ma jego odpowiednika (nie ma rezerwatów przyrody o kategorii IUCN – Ia)[3][4]. Osobny artykuł: Zapowiednik (rezerwat przyrody). Osobny artykuł: Zapowiedniki w Rosji.

- park narodowy (ros. национальный парк) – odpowiednik polskiego parku narodowego (kategoria Międzynarodowej Unii Ochrony Przyrody (IUCN) – II). Dopuszczona jest ograniczona działalność człowieka oraz ruch turystyczny. W Rosji istnieją (stan na listopad 2021 roku) 64 parki narodowe (nie licząc parku narodowego na Krymie). Największym z nich jest Park Narodowy „Jugyd Wa” mający 18 917 km² powierzchni. Osiem z nich jest wpisanych na listę światowego dziedzictwa UNESCO (w tym dwa na wstępną), osiem otrzymało status rezerwatu biosfery UNESCO, jeden jest wpisany na listę konwencji ramsarskiej[2][4]. Osobny artykuł: Parki narodowe w Rosji.

- park przyrody (ros. прирoдный пaрк) – chroniony obszar krajobrazu naturalnego lub kulturowego o znaczeniu regionalnym, gdzie obowiązuje ograniczona działalność gospodarcza. Służy do celów rekreacyjnych, edukacyjnych itp. (kategoria Międzynarodowej Unii Ochrony Przyrody (IUCN) – od III do VI). Podlega władzom regionalnym[1].

- zakaznik (ros. заказник) – rezerwat przyrody. Najbardziej zbliżony do polskiego rezerwatu przyrody (kategoria Międzynarodowej Unii Ochrony Przyrody (IUCN) – od IV do VI). Obszar ochrony siedliskowej lub gatunkowej. Może być to także obszar chronionego krajobrazu lub morza. Ograniczona działalność gospodarcza. Takich rezerwatów przyrody jest w Rosji ponad 2400. W większości podlegają władzom regionalnym. Kilkadziesiąt z nich podlega władzom federalnym. Są to „rezerwaty przyrody federalnego znaczenia” (ros. государственный природный заказник федерального значения) jak np. Rezerwat przyrody „Jużno-Kamczatskij”, który wraz z zapowiednikiem – Kronockim Rezerwatem Biosfery jest wpisany na listę światowego dziedzictwa UNESCO pod nazwą „Wulkany Kamczatki”[1][4].

- pomnik przyrody (ros. памятник природы) – odpowiednik polskiego pomnika przyrody (kategoria Międzynarodowej Unii Ochrony Przyrody (IUCN) – III)[1].

- parki dendrologiczne i ogrody botaniczne (ros. дендрологические парки и ботанические сады) – instytucje ochrony środowiska do których zadań należy w szczególności zachowanie różnorodności flory, a także realizacja działań naukowych i edukacyjnych[1].

- tereny uzdrowiskowe i uzdrowiska (ros. лечебно-оздоровительные местности и курорты) – tereny nadające się do organizowania leczenia i profilaktyki chorób, posiadające naturalne zasoby lecznicze (źródła mineralne, kąpiele błotne itp.)[1].

## Linki zewnętrze
1. Micińska Magdalena, Ochrona środowiska w Rosji. Wybrane aspekty prawno - porównawcze, Toruń 2021, https://akademiajagiellonska.pl/wp-content/uploads/2025/01/Ochrona-srodowiska-w-Rosji.pdf